# Alaxate ibne Cais
Abu Maomé Madicaribe ibne Cais ibne Madicaribe (Abū Muḥammad Maʿdīkarib ibn Qays ibn Maʿdīkarib), melhor conhecido só como Alaxate ibne Cais (em árabe: الأشعث بن قيس; romaniz.: Al-Ash'ath ibn Qays; 661) foi um chefe dos quinditas do Hadramaute e fundador de uma das principais famílias árabes nobres de Cufa. Abraçou o Islã na presença do profeta Maomé apenas para deixar a fé após a morte deste último em 632. Foi posteriormente preso e perdoado pelo califa Abacar (r. 632–634) após seu arrependimento. Se juntou às conquistas muçulmanas da Mesopotâmia e da Pérsia, lutando em várias batalhas entre 636 e 642. Se estabeleceu na recém-fundada cidade-guarnição de Cufa e se tornou o líder de seus membros de tribo lá. Serviu como governador do Azerbaijão sob Otomão (r. 644–656) e como general na Batalha de Sifim em 657 sob Ali (r. 656–661). Participou da arbitragem que encerrou a batalha e morreu em Cufa. Foi posteriormente sucedido por seu filho Maomé como líder dos quinditas cufanos.

## Vida
O nome real de Alaxate era Madicaribe ibne Cais. Desde o período pré-islâmico, serviu como chefe do clã Banu Moáuia Alacramim, que fazia parte do grupo tribal maior da Arábia do Sul de Banu Harite de Quinda.[a] Estava entre os mais influentes chefes deste grupo tribal. Ganhou seu apelido de Alaxate ("o desgrenhado") porque era conhecido por ter o cabelo desgrenhado. Antes de abraçar o Islã no final de 631, lançou uma expedição contra a tribo de Murade, cujos membros mataram seu pai Cais. No entanto, seu ataque foi repelido e foi levado cativo. Em troca de sua libertação, pagou a Murade 3 000 camelos como resgate.
Liderou uma delegação de setenta guerreiros quinditas ao profeta Maomé e se converteu ao Islã. Após a morte de Maomé em 632, ele e sua tribo retiveram o pagamento costumeiro ao nascente estado muçulmano e apostataram durante as Guerras Rida. Após sua subsequente derrota no pasto de Zurcã em Hadramaute, eles e suas famílias tomaram posição no forte de Anujair no Iêmem e foram cercados pelas forças muçulmanas. Alaxate garantiu passagem segura para vários de seus parentes, mas o resto dos guerreiros sitiados foram executados. Foi poupado, mas levado cativo e enviado ao califa Abacar (r. 632–634), que concordou em libertá-lo depois que se arrependeu. Posteriormente, fixou residência em Medina, capital do califado, onde foi casado com a irmã de Abacar, Um Farua. Apesar de uma proibição inicial de ex-apóstatas participarem das conquistas muçulmanas, durante o reinado de Omar (r. 634–644), se juntou ao exército de Sade ibne Abu Uacas que foi despachado para conquistar o Iraque do Império Sassânida. Durante essa campanha, lutou nas batalhas de Cadésia, Ctesifonte, Jalula e Niavende entre 636 e 642. Durante a conquista desses territórios, ganhou um pedaço de terra na cidade da guarnição árabe de Cufa à época de sua fundação e Construiu uma casa lá que fazia parte do bairro quindita.
Mais tarde, se tornou o líder quindita em Cufa, derrotando seu rival Xurabil ibne Assimete, que fugiu à Síria. Foi posteriormente nomeado por Otomão (r. 644–656) como governador do Azerbaijão e sua filha Habana foi casada com o filho mais velho vivo de Otomão. Outra de suas filhas, Cariba, também foi casada com um membro da família de Otomão. A própria esposa de Alaxate era filha de Abacar; as relações conjugais entre sua própria família e a dos califas eram indicativas de sua alta posição social. Sob a recomendação de Otomão, Alaxate trocou suas terras no Hadramaute por uma propriedade do califa na vila de Tisnabade, perto de Cufa.
Após o assassinato de Otomão, serviu Ali (r. 656–661) e comandou a ala direita do exército califal na Batalha de Sifim contra Moáuia ibne Abi Sufiane, o governador da Síria e oponente de Ali, em 657. A batalha terminou com um acordo para realizar uma arbitragem sobre a liderança do califado. Alaxate foi selecionado como um dos dois representantes de Ali na arbitragem, aparentemente sendo escolhido em vez do primo do califa, Abedalá ibne Alabás, como resultado da insistência quindita. Morreu em Cufa em 661. Seu filho, Maomé, o sucedeu como líder dos quinditas cufanos e desempenharia um papel no assassinato de Huceine ibne Ali, um neto do profeta Maomé, na Batalha de Carbala.